# Померанс, Карл
Карл Бернард Померанс (англ. Carl Bernard Pomerance; род. 1944, Джоплин, штат Миссури) — математик, криптограф, специалист по теории чисел.

## Биография
Степень бакалавра Карл Померанс получил в 1966 году в Брауновском университете, затем поступил в Гарвард. За доказательство того, что любое нечётное совершенное число имеет по меньшей мере 7 простых множителей, он в 1972 году получил степень доктора философии; его научным руководителем был Джон Тейт. По окончании Гарварда он устроился преподавателем на работу в Университет Джорджии, где в 1982 году его повысили до профессора. В 1999—2003 годах помимо преподавания Померанс работал на компанию Lucent Technologies (бывшую Bell Labs). В 2003 году стал преподавать в Дартмутском колледже, с 2012 года является почётным Профессором имени Джона Кемени (англ. John G. Kemeny Parents Professorship).
Карл Померанс является автором одного из наиболее важных алгоритмов факторизации целых чисел — метода квадратичного решета, с помощью которого в 1994 году удалось взломать RSA-129. Также он один из создателей алгоритма Адлемана — Померанса — Румели для определения простых чисел.
За свою научную работу и преподавание Померанс в 1985 году был награждён Премией Шовене, а в 2001 году — Премией Конанта. В 2004-м он стал членом Американской ассоциации содействия развитию науки, в 2012-м — действительным членом Американского математического общества. Померанс — автор более 200 публикаций, в том числе вместе с Ричардом Крэндаллом он в 2001 году написал основополагающую книгу «Простые числа: Криптографические и вычислительные аспекты», выдержавшую два издания. Его число Эрдёша равно 1.